# Ruan Lufei
Ruan Lufei (Chinees:: 阮露斐) (Nanjing, 2 oktober 1987) is een Chinese schaakster. Ze is grootmeester bij de vrouwen (WGM) en werd in 2010 tweede op het wereldkampioenschap voor vrouwen.

## Schaakcarrière
Mede dankzij de goede samenwerking met haar coach Xu Jun, brak Ruan Lufei in januari 2008 door tot de top 20 van vrouwelijke schakers in de wereld. Eerder stond ze in de FIDE top 20 lijst van meisjes, in de jaren 2004–2007, waarbij ze in oktober 2007 op de zesde plaats gestaan had.
Ruan maakte deel uit van het Chinese vrouwenteam (met Zhao Xue, Hou Yifan, Shen Yang, Huang Qian) dat in 2007 in Jekaterinenburg het eerste WK landenteams voor vrouwen won. Ze won daarbij ook een individuele zilveren medaille voor haar score 6 pt. uit 7 aan het derde bord.
In 2007 werd Ruan tweede op het 12e Aziatisch schaakkampioenschap voor vrouwen.
Tijdens augustus en september 2008, werd Ruan Lufei op het WK schaken voor vrouwen in de derde ronde met 0.5-1.5 uitgeschakeld door Pia Cramling uit Zweden. Het kampioenschap werd gevonden door Aleksandra Kostenjoek.
Op het Wereldkampioenschap denksporten 2008 in Beijing, maakte Ruan deel uit van het Chinese vrouwenteam dat de gouden medaille won.
Op het WK schaken voor vrouwen 2010 bereikte ze de finale, na iedere ronde via tiebreaks te hebben gewonnen, waarbij ze onder andere won van de voormalig kampioene Kostenjoek. De finale om het wereldkampioenschap, bestaande uit vier partijen, speelde ze tegen haar landgenote Hou Yifan. De eerste partij werd remise, de tweede won Hou Yifan, spelend met zwart, de derde werd remise, de vierde werd gewonnen door Ruan Lufei. Hierdoor was weer een tiebreak nodig, rapidschaak, die met 2½–1½ werd gewonnen door Hou Yifan.
In de laatste ronde van de Grand Prix voor vrouwen 2012, passerde haar rating de 2500. Voor dit toernooi had Ruan al besloten om hierna te stoppen met schaken om zich te concentreren op haar academische carrière.
In China Chess League (CCL) speelt ze voor de Jiangsu schaakclub.

## WGM-titel
In 2007 werd Ruan Lufei grootmeester bij de vrouwen (WGM). Ze behaalde de normen voor de WGM-titel bij de volgende gelegenheden:
- Chinees kampioenschap voor vrouwenteams; Jinan, China, 16–24 april 2004; score 6.5 pt. uit 9
- Chinees zonetoernooi voor vrouwen; Beijing, 20–25 oktober 2005; score 5 pt. uit 9
- Russisch teamkampioenschap schaken voor vrouwen; Sochi, Rusland, 1–11 mei 2007; score 7.5 pt. uit 10

## Persoonlijk leven
Ruan ging in 2005 studeren aan de Tsinghua-universiteit, en werd daarna doctoraal-kandidaat Accounting aan de Tepper School of Business, Carnegie Mellon University in de Verenigde Staten.
Ruan Lufei's vader, Ruan Miqing, is een universitair hoofddocent aan de Nanjing University of Aeronautics and Astronautics. Hij was sinds haar kindertijd haar trainer.

## Externe koppelingen
- (en)   Informatie over schaakpartijen van Ruan Lufei op ChessGames.com
- (en)   Informatie over schaakpartijen van Ruan Lufei op 365chess.com
- (en)  FIDE-ratinggegevens voor Ruan Lufei